# Imperceptus
Imperceptus is een geslacht van spinnen uit de familie springspinnen (Salticidae). De typesoort van het geslacht is Imperceptus minutus.

## Soorten
De volgende soorten zijn bij het geslacht ingedeeld:
- Imperceptus minutus Prószyński, 1992